# Linda Purl
Linda Purl (Greenwich, 2 settembre 1955) è un'attrice statunitense.

## Biografia
Nata in Connecticut, si trasferì da piccola con la famiglia in Giappone, dove il padre era impegnato per lavoro, ma all’età di quindici anni fece ritorno negli Stati Uniti. 
Mentre era ancora una studentessa, debutta nella serie TV The Secret Storm. Ottiene un piccolo ruolo nel film Jory (1973), mentre il primo ruolo importante è quello nella commedia d'azione Crazy Mama (1975). Le successive apparizioni cinematografiche includono W.C. Fields and Me (1976), Leo and Loree (1980), Delitto al Central Hospital (1982), The High Country (1984).
Nel 1978 recita in tre episodi di The Young Pioneers. Nella serie Happy Days interpreta due ruoli diversi, ovvero Gloria nella seconda stagione (1975) e Ashley, fidanzata di Fonzie, otto stagioni dopo (1982-1983). Prende parte complessivamente a 27 episodi di Happy Days.
Appare in Una famiglia americana nel 1974 e nel 1977. Interpreta Alice Lee Roosevelt nella miniserie del 1976 Eleanor and Franklin.
Nel 1981 ha interpretato Deirdre O'Manion ne I Manion. Appare in tre episodi de La signora in giallo datati 1985, 1988 e 1993. Nel periodo 1994-1995 prende parte a 18 episodi di Robin's Hoods. Nel 1994 recita nel film Per cause naturali. Nel 1998 appare nel film Il grande Joe.
Nel 2000 recita nella soap opera Port Charles per 14 episodi. Recita anche in 12 episodi della serie del 2002 First Monday. Nel 2003 recita nel film Paura del buio. Nella serie The Office recita nel periodo 2009-2013 nel ruolo di Helene Beesly. Appare anche in Homeland: Caccia alla spia (2011), True Blood (2012), Reckless (2014), The Oath (2018), Claire-ity (2020), General Hospital (2022) e After Forever (2022).

## Vita privata
Linda Purl ha avuto quattro matrimoni: nel 1979 si è sposata con l'attore Desi Arnaz Jr., figlio di Desi Arnaz e Lucille Ball, ma le nozze sono durate solamente un anno; nel novembre 1988 ha sposato lo sceneggiatore William Broyles Jr., da cui ha divorziato dopo qualche anno; nel luglio 1993 è convolata a nozze con lo sceneggiatore e produttore Alexander Cary, dal quale nel 1995 avuto un figlio e poi ha divorziato; nel luglio 2006 si è sposata con James Vinson Adams, ma anche questo matrimonio si è concluso con un divorzio. 
Dal 2020 ha una relazione con il regista e attore Patrick Duffy.

## Filmografia

### Cinema
- Il grande Joe (Mighty Joe Young), regia di Ron Underwood (1998)
- Fear of the Dark, regia di K.C. Bascombe (2002)

### Televisione
- Happy Days – serie TV, 27 episodi (1974-1975, 1983)
- Una famiglia americana (The Waltons) – serie TV, episodi 3x09 e 5x21 (1974, 1977)
- Hawaii Squadra Cinque Zero (Hawaii Five-O) – serie TV, episodio 7x22 (1975)
- The Young Pioneers – miniserie TV, 3 episodi (1978)
- Violazione del codice morale (Money on the Side), regia di Robert L. Collins – film TV (1982)
- La signora in giallo (Murder, She Wrote) – serie TV, episodi 1x20, 4x15 e 9x13 (1985-1993)
- Matlock – serie TV, 23 episodi (1986-1987)
- La mia nemica (Body Language), regia di Arthur Allan Seidelman – film TV (1992)
- Robin's Hoods – serie TV, 18 episodi (1994-1995)
- Walker Texas Ranger – serie TV, episodio 6x16 (1998)
- Port Charles – soap opera, 14 episodi (2000)
- Criminal Intent - Vite in gioco (Criminal Intent), regia di George Erschbamer - film TV (2005)
- Cold Case - Delitti irrisolti (Cold Case) – serie TV, episodio 2x17 (2005)
- Bones – serie TV, episodio 4x18 (2009)
- The Office – serie TV, 9 episodi (2009-2011, 2013)
- Criminal Minds – serie TV, episodio 5x23 (2010)
- Lie to Me  – serie TV, episodio 3x01 (2010)
- Major Crimes – serie TV, episodio 3x01 (2014)
- Designated Survivor – serie TV, episodio 1x17 (2017)
- Code Black – serie TV, episodio 3x10 (2018)
- The Oath – serie TV, 7 episodi (2018)
- Hacks – serie TV, episodio 1x08 (2021)
- General Hospital – soap opera, 6 episodi (2022)
- Beautiful – soap opera, 7 episodi (2022, 2023)

## Doppiatrici italiane
Nelle versioni in italiano delle opere in cui ha recitato, Linda Purl è stata doppiata da:
- Micaela Esdra in Alfred Hitchcock presenta, Cold Case - Delitti irrisolti
- Isabella Pasanisi in Matlock, Homeland - Caccia alla spia
- Alessandra Korompay ne La signora in giallo (ep. 4x15), Tempeste di ghiaccio
- Daniela Abbruzzese in Criminal Intent - Vite in gioco, Bones
- Aurora Cancian in Code Black, Beautiful
- Emanuela Rossi in Happy Days (Gloria)
- Lorenza Biella in Delitto al Central Hospital
- Claudia Razzi ne Gli ultimi giorni di Pompei
- Margherita Sestito ne La signora in giallo (ep. 1x20)
- Daniela Nobili ne La mia nemica
- Roberta Greganti ne La signora in giallo (ep. 9x13)
- Melina Martello ne Il grande Joe
- Antonella Rinaldi in Happy Days (Ashley)
- Elda Olivieri in Fear of the Dark
- Antonella Giannini in Reckless